# Псевдоскаляр
Псевдоскаляр — величина, не изменяющаяся при переносе и повороте координатных осей, но изменяющая свой знак при замене направления одной оси на противоположное (и вообще — при переходе к базису другой ориентации). Псевдотензор нулевого ранга.

## Инвариантное определение
Пусть {\displaystyle V} — конечномерное векторное пространство над упорядоченным полем {\displaystyle K}. Инвариантное определение псевдоскаляра можно дать следующим образом. Псевдоскаляр есть величина, имеющая абсолютное значение и ориентацию. Это можно понимать по аналогии с обычным скаляром, который имеет абсолютное значение и знак. Более формально ненулевой псевдоскаляр можно определить как упорядоченную пару {\displaystyle (a,w)}, где {\displaystyle a\in K} — положительный элемент поля, а {\displaystyle w} — одна из двух ориентаций пространства {\displaystyle V}. Кроме этого также определяется особый псевдоскаляр, не имеющий ориентации, но имеющий абсолютное значение равное {\displaystyle 0} (аналогично нулю в скалярах, который не имеет знака). Он называется нулевым псевдоскаляром. Таким образом, псевдоскаляры — это пары вида {\displaystyle (a,w)} плюс нулевой псевдоскаляр.
На псевдоскалярах определяются операции сложения и умножения на скаляр, которые превращают множество псевдоскаляров в одномерное векторное пространство над полем {\displaystyle K}. Нейтральным элементом по сложению является нулевой псевдоскаляр, а противоположный псевдоскаляр получается заменой ориентации на противоположную. Кроме этого определяется также умножение псевдоскаляров, результатом которого является скаляр с абсолютным значением, равной произведению длин множителей, знаком плюс, если ориентации множителей одинаковы, и знаком минус, если разные. Похожим образом определяются произведения псевдоскаляров на векторы, тензоры, псевдовекторы, псевдотензоры. Умножение на псевдовеличину даёт обычную величину того же вида, а на обычную — псевдовеличину.
Как и для других объектов линейной алгебры, выбрав базис пространства можно приписать псевдоскаляру определённую числовую величину. Координата псевдоскаляра в заданном базисе зависит от их ориентаций: если ориентация базиса и псевдоскаляра совпадают, то координата равна абсолютному значению со знаком плюс, если же они противоположны, то абсолютному значению со знаком минус. Формула замены координаты при переходе к новому базису выглядит следующим образом:
{\displaystyle y=(\operatorname {sgn} \operatorname {det} A)x},
где {\displaystyle x} — координата в старом базисе, {\displaystyle y} — координата в новом, {\displaystyle A} — матрица перехода от старого базиса к новому.
Из закона преобразования координат можно дать неинвариантное определение псевдоскаляра как величину, имеющую одну координату, которая сохраняется при переходе к базису той же ориентации, и меняется на противоположную при переходе к базису противоположной ориентации. Именно это определение обычно берут за основное. При таком определении псевдоскаляром считается вообще любая величина, обладающая таким законом замены координат, вне зависимости от конкретного определения. Это, разумеется, не играет роли, потому что все такие величины канонически изоморфны и могут быть отождествлены.

## Примеры

### Для пространств (многообразий) любой размерности
- ориентированный объем
- свёртка полярных векторов в количестве, равном размерности пространства, с символом Леви-Чивиты соответствующей размерности.
- вообще — скалярная свёртка нечётного (включая псевдовекторы и псевдоскаляры) количества псевдотензоров; или свертка любого количества тензоров и псевдотензоров, когда количество псевдотензоров нечетно.
- в частности, произведение нечетного количества псевдоскаляров.

### В трёхмерном пространстве
- смешанное произведение трёх полярных векторов
- скалярное произведение a·b, где а — аксиальный вектор (псевдовектор) и b — обычный (полярный) вектор.
- радиус кручения пространственной кривой.

### В двумерном пространстве (на двумерном многообразии)
- псевдоскалярное произведение двух полярных векторов.
- следовательно и ориентированная площадь (площадь внутри границы со знаком, приписываемым в соответствии с направлением обхода контура; может применяться для различения площади фигур и отверстий в них, но в этом случае само понятие площади со знаком очевидно отличается, и связан с ориентированной площадью лишь чисто технически[1]).
- угол с учетом знака (например, угол поворота плоскости); имея при этом в виду, что положительное направление отсчета углов согласовано с ориентацией базиса (репера).
- (Только в двумерном пространстве!) — угловая скорость, момент силы или момент импульса. (В трёхмерном пространстве эти три величины — псевдовекторы).
- статический момент фигуры относительно какой-либо оси х: {\displaystyle S_{x}=\int _{A}y\ dA,} где под y подразумевается перпендикулярная оси x ось, и знак момента очевидно оказывается зависящим от выбора положительного направления у и таким образом от ориентации базиса.
- интеграл векторного поля по замкнутому контуру {\displaystyle \oint _{c}\mathbf {v(r)\cdot dr} ,} где поле v — истинный вектор (не псевдовектор), а положительное направление контура С согласовано с базисом. (Если оба условия не выполнены, такой интеграл может оказаться истинным скаляром).
- аналогичный интеграл будет псевдоскаляром и в случае, если v не является однозначной функцией точки плоскости, а определено как-то иначе, лишь бы это не был псевдовектор.